# Кололак
Кололак (арм. Կոլոլակ) — армянский суп из баранины, который варится преимущественно на костном бульоне. По сути, кололак — суп с фрикадельками. Однако по составу входящих в него продуктов, вкусу и технологии это блюдо сильно отличается от соответствующих европейских.
Как и многие армянские блюда, кололак имеет несколько разновидностей, отличающихся степенью сложности приготовления: кололак простой, кололак фаршированный, кололак шушинский.

## Общая технология приготовления
В приготовлении всех видов кололака имеются следующие общие черты:
1. Используют только парное мясо задней части, как правило, баранину. Однако, для шушинского кололака используют говядину.
2. Из костей варят бульон.
3. Мясо измельчают либо в мясорубке, причем обязательно дважды, либо отбивают его деревянным молотком до получения однородной тягучей массы. Иногда комбинируют оба способа: мясо взбивают после пропускания через мясорубку.
4. В мясной фарш вводят дополнительные продукты — отварные крупы (рис, манную крупу) или муку, яйца, молоко, соль, пряности (лук, петрушку, перец), а иногда и коньяк — либо, перемешивая их в однородную массу с мясом, либо в форме начинки в мясное окружение, либо комбинируя то и другое.
5. Из мясного фарша формуют крупные шарики (величиной с куриное яйцо и более) и начиняют их либо указанной выше растительно-пряной начинкой, либо кусочками сливочного масла.
6. В костный бульон вводят крахмалсодержащие продукты (рис, картофель, каштаны), а также пряности (лук, петрушку, эстрагон) и иногда приправы (томатную пасту). После закипания бульона в него погружают подготовленные мясные шарики, которые варят до тех пор, пока они не всплывут на поверхность.

Весь кололак варят до готовности риса.